# 大尉

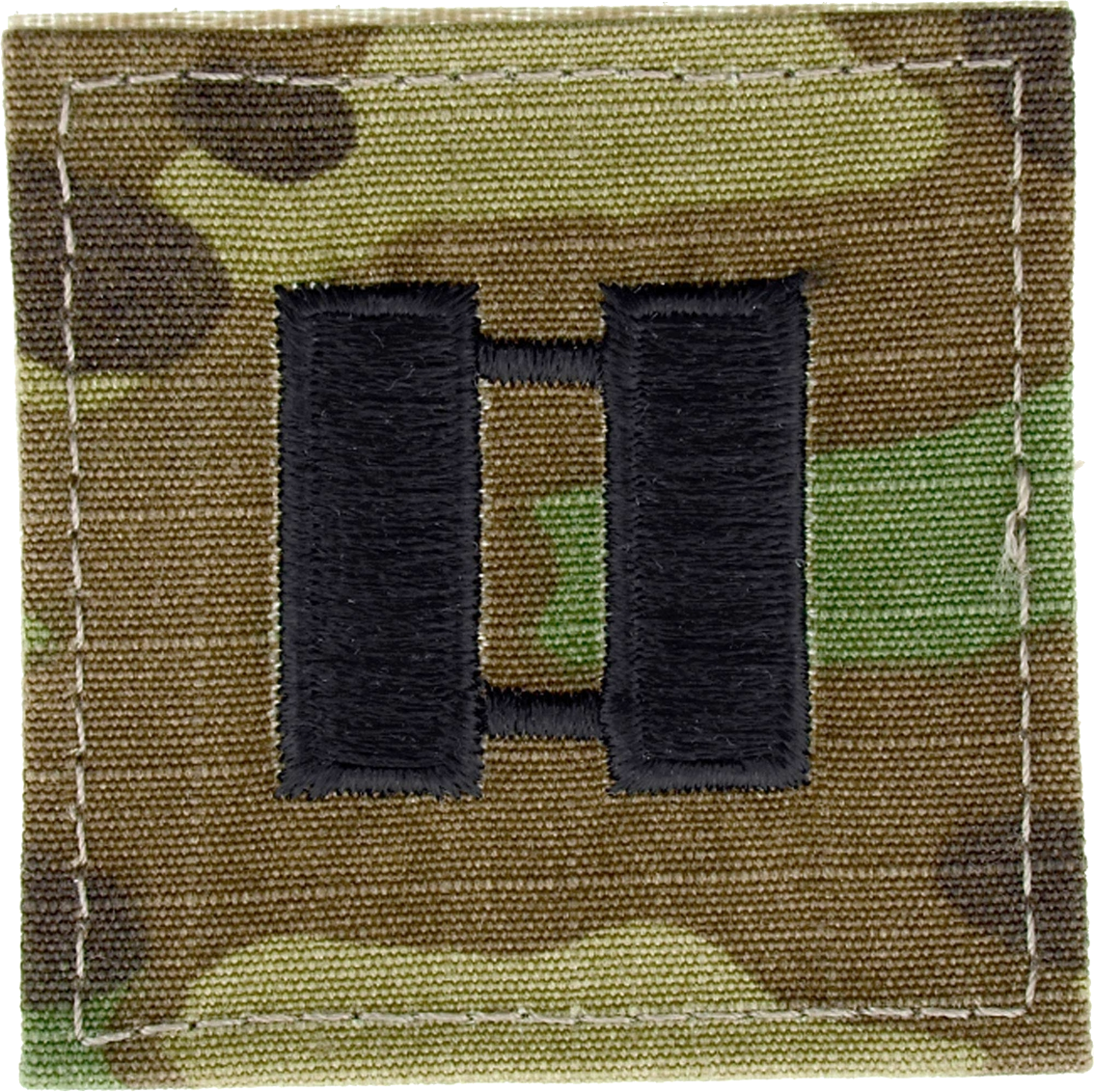
アメリカ陸軍大尉の階級章、戦闘服用

大尉（たいい）は、軍隊の階級の一つ。尉官の最上級であり、中尉の上、少佐の下に位置する。
- 陸軍では主に中隊長等を務める。
- 海軍では主に分隊長に充てられ、軍艦等の当直士官を務める。
- 空軍では主に航空機の操縦士等を務める。

多くの国の海軍では、海軍大尉は2条の線で階級が表される。昭和期の大日本帝国海軍では習慣的に「だいい」と呼称した（詳細は#日本軍参照）。

## 日本

### 日本軍
版籍奉還の後、1870年10月12日（明治3年9月18日）に太政官の沙汰により海陸軍大佐以下の官位相当を定めたときに海陸軍少佐の下、海陸軍中尉の上に海軍大尉と陸軍大尉を置き正七位相当とした    。
1871年2月11日（明治3年12月22日）に各藩の常備兵編制法を定めたときに歩兵大隊の中隊長を大尉と改称し、また砲兵隊長を大尉と改称した  。少尉以上を総称して上等士官といい藩庁が選抜して兵部省へ届出させた 。
1871年4月2日（明治4年2月13日）に御親兵を編制して兵部省に管轄させることになり、また同年6月10日（同年4月23日）に東山西海両道に鎮台を置いて兵部省の管轄に属すことになり、兵部省による海陸軍大尉の任官の例が増加する。
廃藩置県の後、明治4年8月の官制等級改定及び兵部省官等改定 や明治5年1月の官等改正及び兵部省中官等表改定など数度の変更があり 、明治5年2月の兵部省廃止及び陸軍省・海軍省設置を経て、明治6年5月8日太政官布達第154号 による陸海軍武官官等表改正で軍人の階級呼称として引き続き用いられ、西欧近代軍の階級呼称の序列に当てはめられることとなった。
二等兵として任官した軍人が陸軍教導団・陸軍幼年学校・陸軍中央幼年学校・陸軍士官学校・海軍兵学校・陸軍大学校・海軍大学校などの軍学校を経ずに昇進可能な最高階級でもある。
昭和期の日本海軍では、「大尉」は正式には「たいい」と呼ばれたものの、習慣的には「だいい」とも呼ばれた。

### 自衛隊

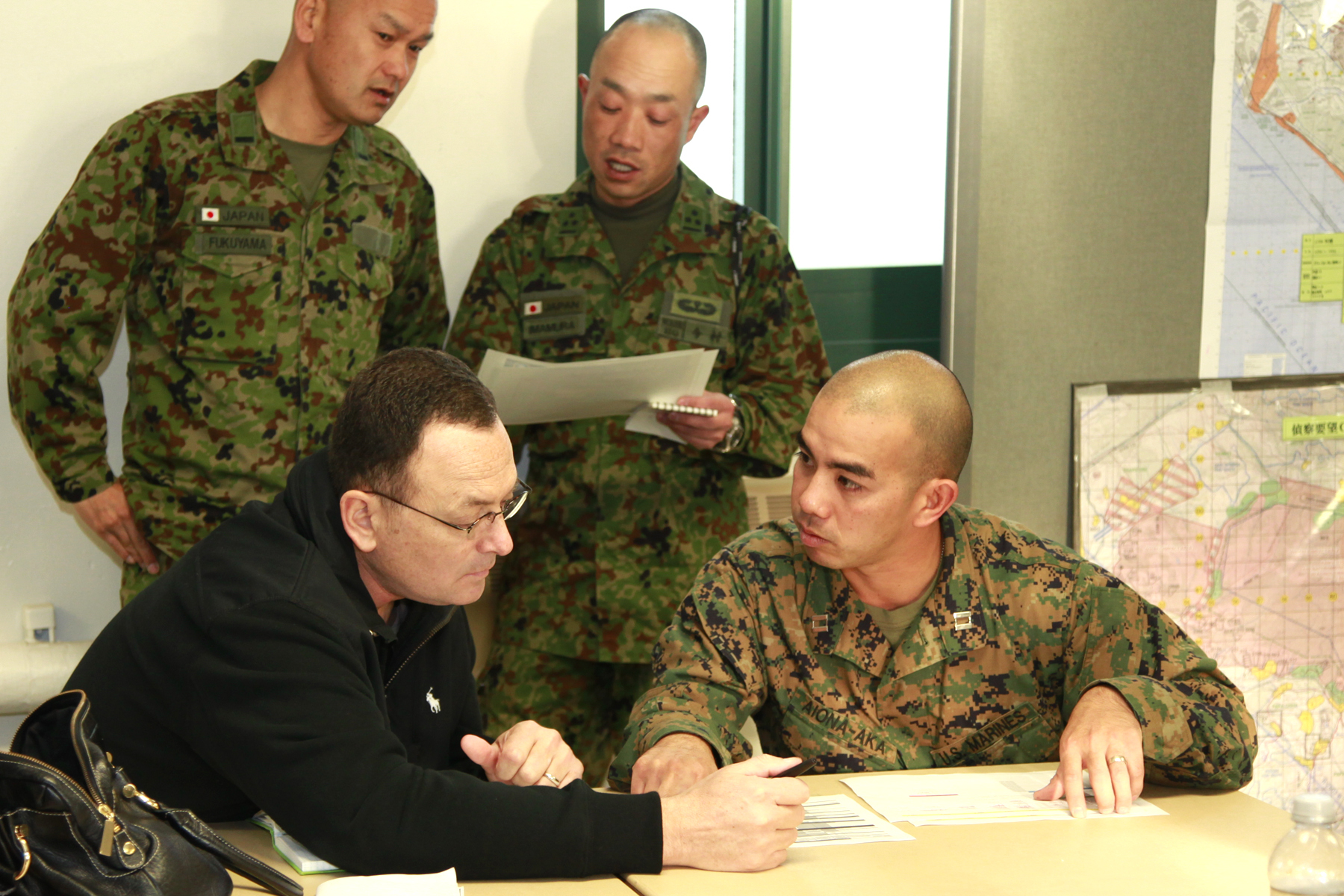
日米共同訓練「アイアンフィスト」における訓練風景、手前右がアメリカ海兵隊大尉、奥右が陸上自衛隊一等陸尉、2012年

各自衛隊では、1尉（略称）に相当する。警察では警部に相当し、中央官庁では本省係長又は主任に相当する。
- 陸上自衛隊：1等陸尉（警察予備隊時代は一等警察士、保安隊時代は一等保安士）
- 海上自衛隊：1等海尉（海上警備隊時代は一等海上警備士、警備隊時代は一等警備士）
- 航空自衛隊：1等空尉

職務は中隊長等の指揮官職の他に副中隊長・運用訓練幹部・上級部隊の班長職や幕僚活動を行う。また、偵察隊及び後方支援隊（連隊）の整備中隊・直接支援中隊では小隊長職に就く場合もあるほか、方面通信群の基地通信中隊等の派遣部隊では派遣隊長職としての活動も行われる。また、航空自衛隊では主に操縦士や小隊長、航空団司令部等の班長、一部は各編成単位部隊長等に補職される。

## 欧米
Captainは、もともとはラテン語の「頭」を示す「caput」に由来し、このため部隊規模にかかわらず隊長を意味している。歴史的には中隊の保有者が転じて中隊の指揮官を意味し、傭兵が主体であった時代には募兵も担当（通常は中隊単位で実行されるため）していた。
英語で「Captain キャプテン」（隊長）というのは、そもそもこの階級が傭兵隊（後世の中隊相当）などの長の役職が制度化・階級化されたことに由来する。海軍のみが、他の三軍では中尉に相当する「Lieutenant」になっている。
イギリス
- 陸軍 Captain
- 海軍 Lieutenant（通常[lefténant]のように発音する。）
- 海兵隊 Captain
- 空軍 Flight Lieutenant

アメリカ合衆国
- 陸軍 Captain
- 海軍 Lieutenant
- 海兵隊 Captain
- 空軍 Captain

ドイツ
- 陸軍 Hauptmann
- 海軍 Kapitänleutnant（カピテーンロイトナント）、海軍言葉ではしばしば Kaleu（カーロイ）と略される。
- 空軍 Hauptmann
- 軍医科 Stabsarzt
- 薬剤科 Stabsapotheker
- 獣医科 Stabsveterinär

フランス
- 陸軍 Capitaine
- 海軍 Lieutenant de vaisseau
- 空軍 Capitaine
- 憲兵隊 Capitaine

## 中国
大尉とは異なるが、古代中国において軍事を担当する高官の官職名に太尉があった。もちろん現在の軍隊の階級の大尉は、古代日本の律令制を由来とした命名であり、古代中国の官職とは関係がない（官職として無くなっており、そのような高位の官が格下げになったといった歴史は存在しない）。
なお、現代中国においても1955年から1965年までは尉官の最上位、上尉の上の階級として大尉の階級名が使われていた。1988年以降は尉官の最上位は上尉とされ大尉は用いられていない。